# Janez Bermež
Janez Bermež, slovenski gledališki igralec, * 18. avgust 1935, Vrhnika, † 23. marec 2020.

## Življenje in delo
Študiral je na Akademiji za igralsko umetnost v Ljubljani v letniku Mire Danilove. Študij je absolviral 1962 z vlogo Andreja v Brnčićevi tridejanki Med štirimi stenami. Še isto leto se je zaposlil v SLG Celje, kjer je bil do upokojitve nosilec repertoarja in glavni igralec karakternih nosilnih vlog v mnogih predstavah. Za svojo žanrsko raznoliko, prefinjeno, študiozno in intuitivno poglobljeno igro je prejel Borštnikovo nagrado (1980), nagrado Prešernovega sklada (1983), Severjevo nagrado (1988) in prestižno nagrado za življenjsko delo Borštnikov prstan (1998). Med drugimi vidnimi vlogami je bil Kreon (Sofokles, Kralj Ojdip); Proctor (Arthur Miller, Salemske čarovnice); Veršinin (Anton Pavlovič Čehov, Tri sestre); Poljanec (Ivan Cankar, Lepa Vida); Malvolio (Shakespeare Kakor vam drago) in drugih. 